# Pădarsko, Plovdiv
Pădarsko (în bulgară Пъдарско) este un sat în comuna Brezovo, regiunea Plovdiv,  Bulgaria. 

## Demografie
Componența etnică a satului Pădarsko
     Turci (1,15%)
     Bulgari (60,06%)
     Romi (38,28%)
     Nicio identificare (0,49%)
La recensământul din 2011, populația satului Pădarsko era de 606 locuitori. Din punct de vedere etnic, majoritatea locuitorilor (60,06%) erau bulgari, existând și minorități de romi (38,28%) și turci (1,15%). Pentru 0,49% din locuitori nu este cunoscută apartenența etnică.